# Lindö, Vallentuna
Lindö är en sätesgård i Vallentuna kommun, uppförd omkring år 1750. Lindö tillhörde släkten Anckarström.